# أندرو كووي
أندرو كووي هو سياسي كندي، ولد في 20 يوليو 1798، وتوفي في 1890. انتخب عضو مجلس نواب نوفا سكوتيا.